# いぐさひできの自転車でGO!
いぐさひできの自転車でGO!（いぐさひできのじてんしゃでゴー!）は福島県のローカル番組「サタふく」内で放送されたコーナーである。

## 概要
福島テレビ（フジテレビ系列）のアナウンサー（当時。コーナー終了後の2018年7月に制作部長に昇格）・藺草英己が福島県内を自転車で巡る企画。2003年4月に「サタふく」の1コーナーとして放送開始。以来この番組の看板的コーナーであった（稀に番組の半分程の時間を使うこともあった）。
2010年には、今西太一作曲の番組オリジナルテーマソング「あの町へGO!」が披露された。
福島県内を巡るのが主だが、サイパンや韓国などを自転車で巡る回も放送されたことがある。
2011年1月にゴール・福島テレビ本社のある福島市に入った。3月を以て全市町村巡回を終了し企画を終了する予定だったが、東日本大震災（東北地方太平洋沖地震）により以前に収録した映像の使用が困難になったため、4月放送分以降は特に浜通りの津波被害に遭った過去の紹介者への再訪をメイン企画としていた。その後、2012年1月21日放送分から東日本大震災以前の収録映像の使用が改めて可能となり本来の自転車でGO!が再開、2月25日放送分でゴールした。4月から第2シーズン放送開始。それに伴い自転車でGO!2曲目となるオリジナルテーマソング「福島の人」が発表された。
2018年3月、藺草の番組卒業に伴い、コーナー終了。

## 基本ルール
- 徒歩・自転車での走行のみで移動を行なう。
- 県境もしくは海岸つまり福島県の外周に出た場合、外周上ならばどこへでも移動することが出来る。
  - いわき市の海岸から桧枝岐村の尾瀬（新潟県・群馬県・栃木県との県境）に移動する。
  - 福島市（宮城県・山形県との県境）から白河市（栃木県との県境）に移動する。

## 見どころ
このコーナーには撮影しているカメラマンやディレクター、アシスタントなども声で出演。ディレクターが藺草をいろいろと皮肉るシーンなどもある。アシスタントは大柄で大食いでもあるために藺草が食べきれなかった食事を完食してくれる「大食漢アシスタント」として活躍している。

また途中から市町村合併が始まったため福島県内の市町村数は減少したが、コーナー開始当時の90市町村を巡るということになっている。テロップ表示、コーナー内での言述は「旧○○市（町、村）」。

## 日曜日も!自転車でGO!
第1シーズンの再放送・ダイジェスト版として「日曜日も!自転車でGO!」（にちようびも!じてんしゃでゴー!）を2006年10月1日から2013年3月31日まで日曜9:30 - 9:45に放送。2013年4月7日から2014年9月28日まで日曜9:30 - 9:55と10分拡大し、タイトルも「日曜日も!自転車でGO!てんこ盛り」となったが、2014年10月5日からはタイトルを「日曜日も!自転車でGO!カロリーオフ」とさらに変更し、放送時間も日曜9:30 - 9:45と10分短縮となった。2015年3月29日をもって終了。最終回は『ワイドナショー』を休止させ11時15分までの放送とし、東日本大震災（東北地方太平洋沖地震）発生直前までの放送分と2012年1月21日放送分からゴールした2月25日放送分までを放送した。エンディングは第1シーズン初回の福島テレビ本社を出発するシーンで締めた。過去にはスカパー!のインターローカルTV（無料ch）でも放送されていた。番組は一貫して、『サタふく』のスタジオセットや副調整室で藺草とディレクター（のちのプロデューサー。音声のみの出演。）、ふくたん（パペット。二人の喋りに相槌を打ったりリアクションをする。）が進行。番組冒頭、中盤、エンディングでその回を振り返りトークするものだった。初期の15分番組時代にはエンディングに「素朴な質問」を紹介するコーナーが設けられていた期間もあった。
2013年7月23日に、フジテレビONEにて放送された、『ローカルサンデー 〜ご当地の人気番組を見てみよう〜』にて、当番組の一部が放送された。
スタジオには、フジテレビの男おばさん（軽部真一・笠井信輔）と、藺草英己の3人で番組を進行した。